# Burmusculus fuxii
Burmusculus fuxii (лат.) — ископаемый вид помпилоидных ос рода † Burmusculus († Burmusculidae, Pompiloidea). Бирманский янтарь (меловой период, сеноманский век, около 99 млн лет). Мьянма. Назван в честь Фу Си (Fu Xi), первого бога творения и легендарного первого императора Поднебесной, задокументированного в истории Китая, который создал Восемь триграмм.

## Описание
Мелкие осы (длина тела 3 мм, переднее крыло 2,24 мм). От близких видов отличается следующими признаками: ячейка переднего крыла 3rm короче апикальной части RS; висок отчетливо расширен снизу; над основанием усиков отсутствуют лобные доли; лабрум языковидный; максиллярные пальпы длинные; щитик не окаймлен. Усики самца 13-члениковые. Глаза крупные, почти достигают основания мандибул. Вид был впервые описан в 2018 году китайскими и российским энтомологами (Qi Zhang; Alexandr P. Rasnitsyn; Haichun Zhang).